# シャネル・ペロソー
シャネル・ペロソー (Chanelle Peloso、1994年1月21日 -) は、カナダのテレビ俳優。

## 出演作品

### アニメ
- マイリトルポニー: ポニーライフ - ポーションノヴァ
- バービーと秘密の扉 - ロミイ

### ドラマ
- アナザー・ライフ - ペトラ・スミス

### 映画
- 秘密のラジオ・ガール
- ゾーイの秘密アプリ - レイチェル